# Antonio Rossellino

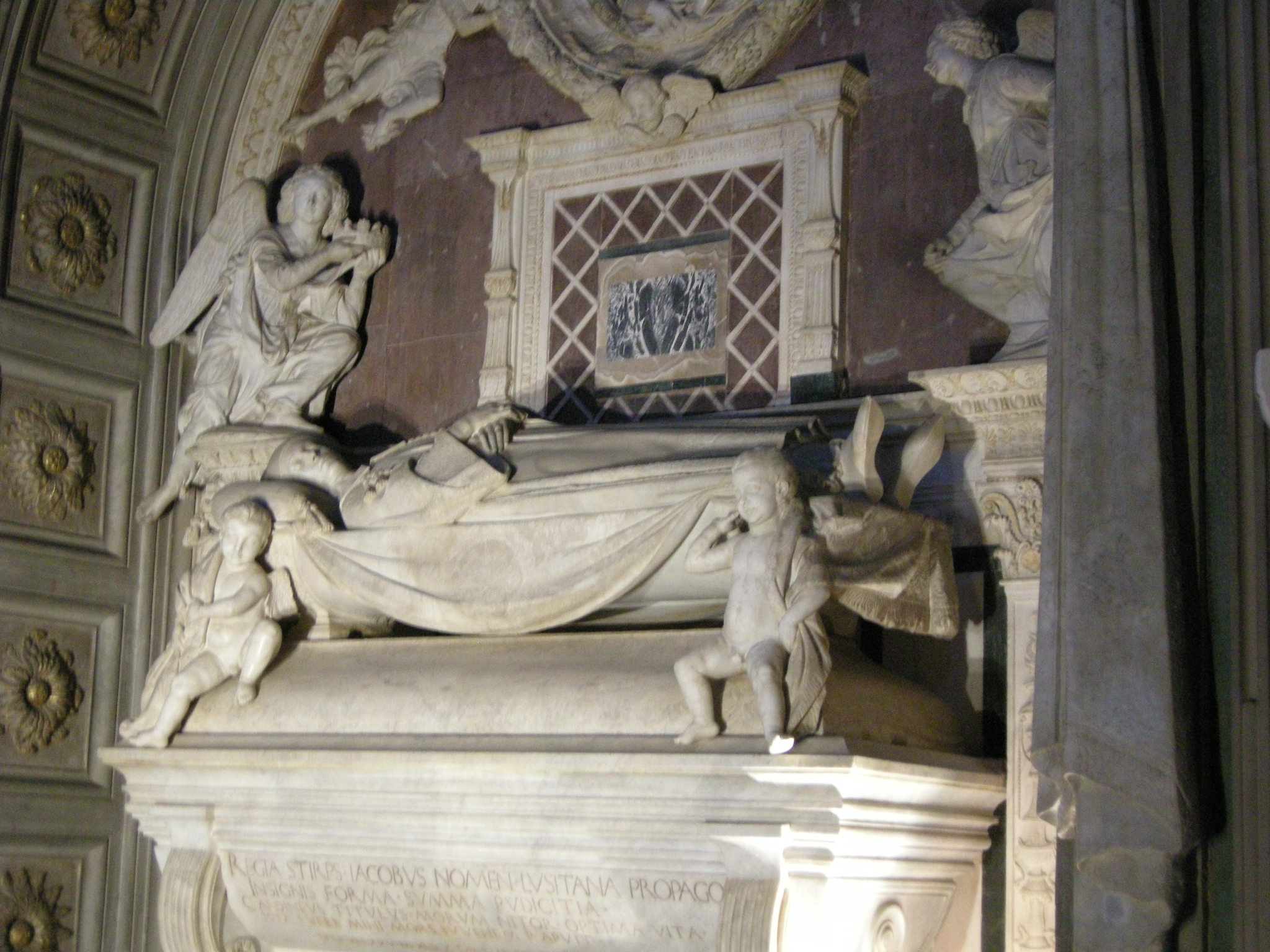
Marmorgrab des portugiesischen Kardinals

Antonio Rossellino, eigentlich Antonio Gamberelli (* 1427 oder 1428 in Settignano, heute zu Florenz; † 1479 in  Florenz) war ein  vor allem in Florenz tätiger Architekt und Bildhauer. Sein Künstlername setzte sich erst im 16. Jh. in der Kunstliteratur durch und bezieht sich vermutlich auf seine roten Haare. Er schuf unter anderem Porträtbüsten und war federführend am Marmorgrabmal für den Kardinalerzbischof von Lissabon, Jacob von Lusitanien, in der Florentiner Kirche San Miniato am Monte beteiligt.

## Leben
Antonio Rossellino war der Bruder und auch Schüler des italienischen Bildhauers Bernardo Rossellino. Er war meist in Florenz tätig, wo er vorrangig marmorne Grabmäler mit vielen Verzierungen schuf. Giorgio Vasari hat ihn und seinen Bruder Bernardo im zweiten Teil seiner Künstlerbiografien beschrieben.

Rossellino war einer der wichtigsten italienischen Bildhauer des 15. Jahrhunderts. Im wirklichen Flachrelief arbeitend machte er geschickten Gebrauch von Licht und Schatten, sich glatt von der scharfen, höheren Erleichterung des Vordergrunds zur niedrigeren Erleichterung der Entfernung bewegend. Solche Arbeiten, die die Barrieren zwischen der Malerei und Skulptur zu brechen schienen, waren im 15. Jahrhundert weit verbreitet. Aus der Frühzeit seiner Schaffensperiode stammen vier in Marmorreliefs gearbeitete Madonnen, es sind aber noch viele weitere bekannt.

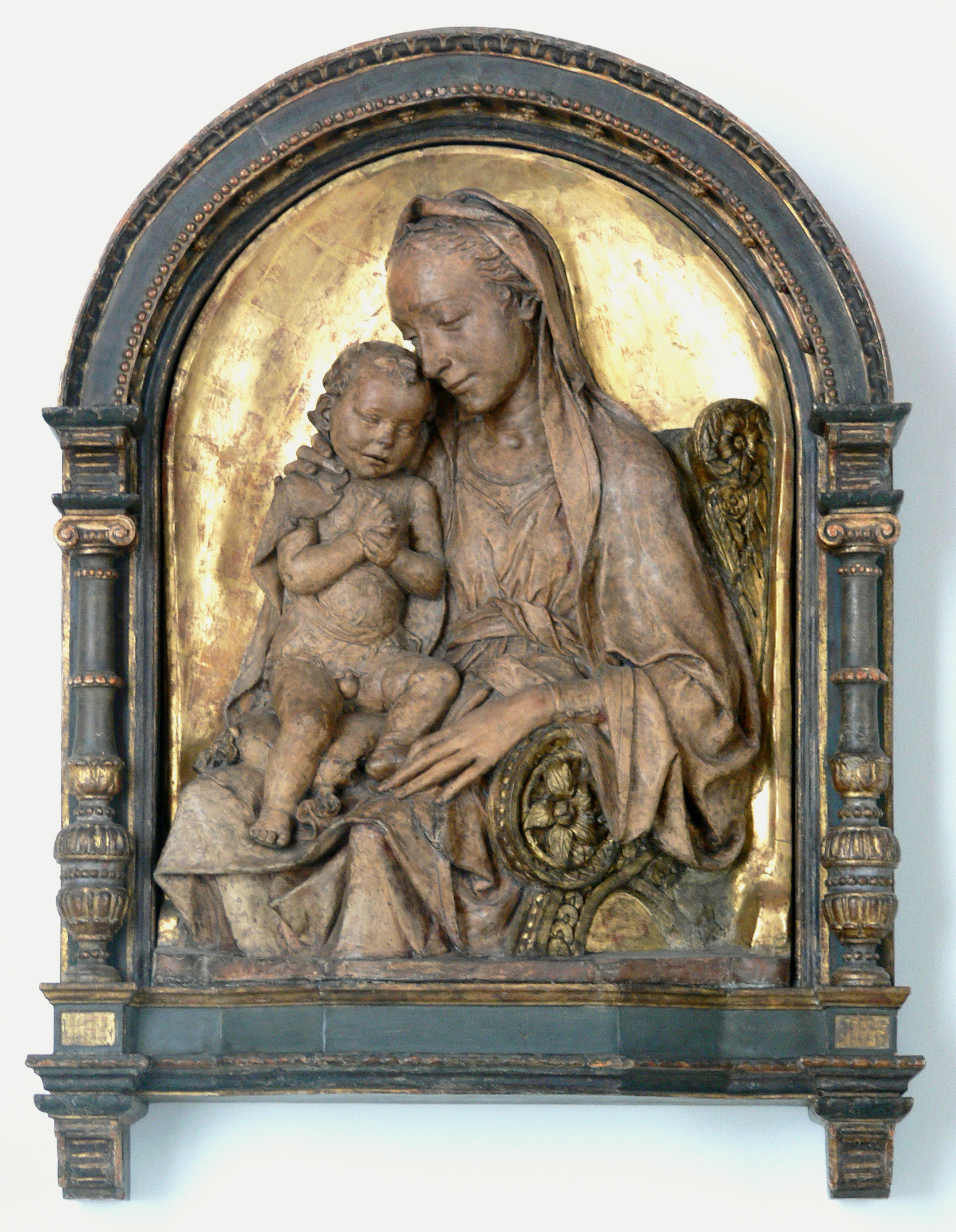
Antonio Rossellino: Maria mit dem fröstelnden Kind, Gebrannter Ton, Florenz um 1475 (Skulpturensammlung, Berlin)

## Werke
Seine Hauptwerke sind:
- das Grabmal des Hl. Marcolino Amanni  (1317–1397), (Forlì, Reg. Emilio Romagna, Musei San Domenico), 1458
- Heiliger Sebastian (Empoli), um 1460
- das Grabmal des Kardinals Johann von Portugal (Florenz, San Miniato), 1461–66
- Altar der Kapelle Piccolomini in der Kirche Sant’Anna dei Lombardi in Neapel, 1477 ff.
- Familien-Grabmal des Francesco Nori (Kenotaph), um 1478, Florenz, S. Croce

Weitere erwähnenswerten Arbeiten:
- Madonna vor der Girlande, 2. Hälfte 15. Jahrhundert, Skulpturensammlung, Berlin
- Madonna mit Kind und zwei Putten (nach Antonio Rossellino), um 1460, Skulpturensammlung, Berlin
- Büste des Giovanni Chellini, 1456, London, Victoria & Albert-Museum
- Ausstattung der Lazzerikapelle, 1464–68 im Dom von Pistoia
- Büste des Staatsmanns und Historikers Matteo Palmieri, signiert und datiert 1468, Florenz, Museo Nationale del Bargello
- Marmorrelief Madonna mit Kind, 1465/70, in der Kunstkammer Wien
- zwei Johannesbüsten (Washington, Florenz)
- sowie einige Gemeinschaftsarbeiten mit seinem Bruder Bernardo (Werkstattarbeiten), darunter der David aus der Casa Martelli Firenze (heute in der Nationalgalerie in Washington).